# サン・ピエトロ・アヴェッラーナ
サン・ピエトロ・アヴェッラーナ（イタリア語: San Pietro Avellana）は、イタリア共和国モリーゼ州イゼルニア県にある、人口約500人の基礎自治体（コムーネ）。

## 地理

### 位置・広がり

#### 隣接コムーネ
隣接するコムーネは以下の通り。括弧内のAQはラクイラ県所属を示す。
- アテレータ (AQ)
- カプラコッタ
- カステル・デル・ジューディチェ
- カステル・ディ・サングロ (AQ)
- ヴァストジラルディ

## 行政

### 分離集落
サン・ピエトロ・アヴェッラーナには、以下の分離集落（フラツィオーネ）がある。
- Masserie di Cristo, Alvani, Cerri, Scalo ferroviario